# Győry Franciska
Győry Franciska, névváltozata: Győri Franciska (Budapest, 1940. január 8. –) magyar színésznő.

## Élete
1958–1962 között a Színház- és Filmművészeti Főiskola hallgatója volt.
1962–1964 között a Pécsi Nemzeti Színházban játszott. 1964–1970 között a Veszprémi Petőfi Színház tagja volt. 1970–1973 között a Szegedi Nemzeti Színházban lépett fel. 1973–1979 között a Radnóti Miklós Színház színésznője volt. 1979-től tíz évig a szolnoki Szigligeti Színháznál szerepelt. 1989 óta szabadúszó. 1991 óta a Zeneművészeti Főiskola egyházzene tanszakának beszéd- és recitálás tanára.

## Magánélete
1961-ben házasságot kötött Végvári Tamás színésszel. Két lányuk született; Borbála (1967) és Eszter (1969).

## Színházi szerepei
A Színházi adattárban regisztrált bemutatóinak száma: 65. Ugyanitt huszonnégy színházi fotón is látható.
- Második novícia (García Lorca: Marianita)
- Lia (Gáspár Margit: Hamletnek nincs igaza)
- Cyprienne (Victor Hugo: Ezer frank jutalom)
- Dása Gurjánova (Akszonjov: Kollégák)
- Málika (Kaszó-Tóth: Füredi komédiások)
- Julika (Molnár Ferenc: Liliom)
- Prológ (Könyörtelenek bálja)
- Ági (Pályi András: A tigris)
- Natasa (Gorkij: Éjjeli menedékhely)
- Ophelia (William Shakespeare: Hamlet dán királyfi)
- Hazel Niles (O’Neil: Amerikai Elektra)
- Vica (Németh László: Nagy család)
- Polly (Brecht: Koldusopera)
- Karola (Gyárfás Miklós: Egérút)
- Cardew Cecily (Wilde: Hazudj igazat)
- Alfa (Swinarski: Szűzek lázadása)
- Lujza (Gyárfás Miklós: A hosszú élet titka)
- Cippora (Madách Imre: Mózes)
- Antónia (Barillet-Grédy: A kaktusz virága)
- Kati (Szinetár György: Új mesék az írógépről)
- Arícia (Racine: Phaedra)
- Ortrud hercegnő (Szerb Antal: Ex)
- Julka (William Shakespeare: Lóvátett lovagok)
- Angela (Móra Ferenc: Négy apának egy leánya)
- Irma (Giraudoux: Párizs bolondja)
- Proserpine Garnett (Shaw: Candida)
- Emilia (Gogol: Holt lelkek)
- Mauks Ilona (Görgey Gábor: Mikszáth különös házassága)
- Dajka (Szophoklész: Trakhiszi nők)
- Melito (Gyárfás Miklós: Utójáték Euripidészhez)
- Tánya (Trifonov: Csere)
- Übü mama (Jarry: A láncra vert Übü)
- Wolmuth Judit (Szász Péter: Whisky esővízzel)
- Mrs. Barker (Albee: Az amerikai álom)
- Anyuci (Albee: A homokláda)
- Katalin; Egy spanyol hajó; I. Erzsébet királynő (Foster: I. Erzsébet)
- Elsbeth Treu (Sternheim: A kazetta)
- Linda (Miller: Az ügynök halála)
- Marjorie (Storey: Otthon)
- Gabrielle (Schnitzler: Anatol és a nők)
- Nyura (Rozov: Szállnak a darvak)
- Tarné (Örkény István: Sötét galamb)
- Emma (Sárospataky István: Drágamama)
- Méltóságos asszony (Déry Tibor: A tanúk)
- Iokasté (Szophoklész: Oidipusz)
- Korláth Lotti grófnő (Bakonyi Károly: Mágnás Miska)
- Mademoiselle Fléry (Paszernak: Doktor Zsivago)
- Bakfis (Schwajda György: Rákóczi tér)
- Simiane bárónő (Misima: Sade márkiné)
- Agnese (Manzari: Pablito nővérei)

## Filmjei
- Nem ér a nevem (1961)
- Májusi fagy (1962)
- Pirosbetűs hétköznapok (1962)
- Angyalok földje (Aranka) (1962)
- Társasjáték (1967)

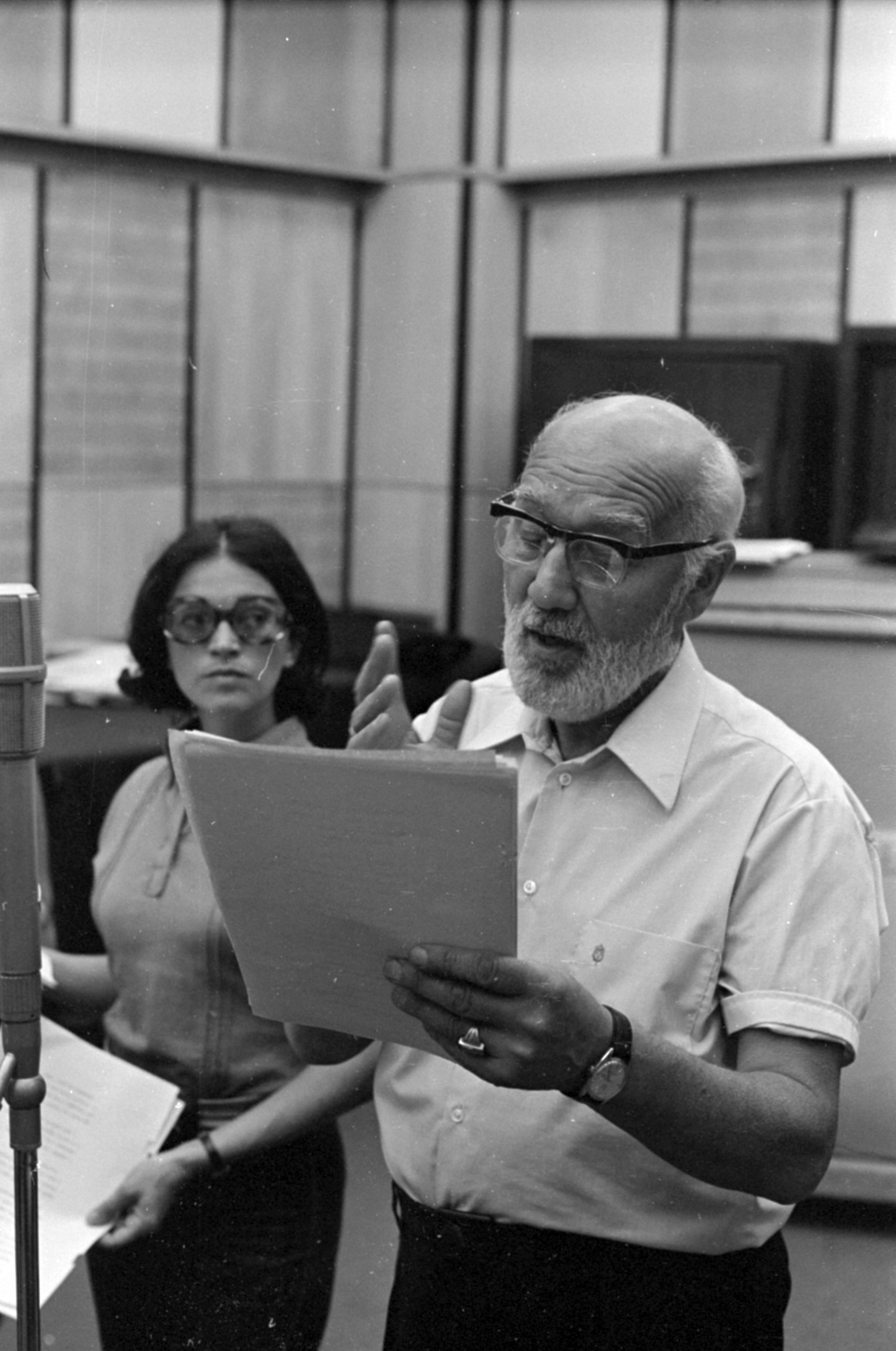
Győry Franciska és Zách János a Magyar Rádió 14. Stúdiójában (1974)

- Levelek Margitnak (Teruska) (1968, tévéfilm)
- Mérsékelt égöv (1970)
- Ida regénye (1974)
- Baleset (1977)
- Mednyánszky (1978)
- Angi Vera (1979)
- Angyalbőrben (1990-1991)
- Jó estét, Wallenberg úr! (1990)
- A templomos lovagok kincse (1992)
- Kisváros (2001)

## Szinkronszerepei
- Az ördögűző: Chris MacNeil - Ellen Burstyn
- A farm ahol élünk: Harriet Oleson - Scottie MacGregor
- Addams Family – A galád család: Sally Jessy Raphael - önmaga
- Büszkeség és balítélet: Mrs. Gardiner - Penelope Wilton
- Csengetett, Mylord?: Madge Cartwright - Yvonne Marsh
- Észak és Dél: Maria Hale - Lesley Manville
- Tízparancsolat: Ewa - Maria Pakulnis
- Az utolsó léghajlító: Katara és Sokka nagymamája - Katharine Houghton
- Heves jeges (Hibernatus - 1969. Louis de Funés partnereként): Madame Esme de Tartare (Claude Gensac magyar hangja)